# Hvolsvöllur
Hvolsvöllur je malé město na jihu Islandu. Nachází se asi 106 km východně od Reykjavíku a je součástí obce Rangárþing eystra. V roce 2009 zde žilo 847 obyvatel.
Oblast, kde leží Hvolsvöllur, je dějištěm jedné z nejslavnějších islandských ság – sáze o Njálovi. Této a dalším islandským ságám je věnována expozice v místním muzeu Sögusetrið (centrum ság).
Při erupci sopky Eyjafjallajökull v roce 2010 bylo ve městě vybudováno jedno z center pomoci Červeného kříže, kam byli evakuování lidé z oblasti Fljótshlið a oblasti na západ od Markarfljóts.